# Radosław Sobolewski
Radosław Sobolewski (pronunție în poloneză [raˈdɔswaf sɔbɔˈlɛfskʲi]; n. 13 decembrie 1976 în Białystok) este un fotbalist polonez care joacă pe postul de mijlocaș defensiv pentru Górnik Zabrze.

## Cariera la club
Și-a început cariera jucând pentru Jagiellonia Białystok. În 1998 a fost transferat la Wisła Płock, unde a jucat pentru următorii patru ani. El a debutat în prima divizie la 7 martie 1998 împotriva echipei Raków Częstochowa. În ianuarie 2003 a ajuns la Dyskobolia Grodzisk Wielkopolski, unde a rămas până în decembrie 2004. De atunci, el a jucat pentru Wisła Cracovia, ajutând echipa să câștige Ekstraklasa în sezoanele 2004-05, 2007-08, 2008-09 și 2010-11.
În timpul perioadei de transferuri din iarnă a sezonului 2005/06, el a fost abordat de către Southampton FC. Cu toate acestea, oferta făcută de clubul englez a fost refuzată de conducerea Wisłei Cracovia.

## Carieră internațională
A fost inclus în lotul de 23 de jucători care a participat la Campionatul Mondial de Fotbal 2006 din Germania. La acest turneu, el a primit un cartonaș roșu pentru două faulturi făcut în al doilea meci din grupe, cu Germania. El a fost cel de-al patrulea jucător care a încasat cartonașul roșu și primul jucător polonez eliminat într-un Campionat Mondial.
Radosław Sobolewski s-a retras de la națională la 20 noiembrie 2007, la doar trei zile după ce Polonia câștigase cu 2:0 în fața Belgiei, victorie care a asigurat calificarea la Euro 2008.

## Statistici
| Club                  | Sezon                 | Ligă                  | Campionat | Campionat | Cupă    | Cupă   | Cupe europene | Cupe europene | Total   | Total  |
| Club                  | Sezon                 | Ligă                  | Meciuri   | Goluri    | Meciuri | Goluri | Meciuri       | Goluri        | Meciuri | Goluri |
| --------------------- | --------------------- | --------------------- | --------- | --------- | ------- | ------ | ------------- | ------------- | ------- | ------ |
| Jagiellonia Białystok | 1994–1995             | I Liga                | 32        | 3         | 1       | 0      | –             | –             | 33      | 3      |
| Jagiellonia Białystok | 1995–1996             | I Liga                | 27        | 1         | 2       | 0      | –             | –             | 29      | 1      |
| Jagiellonia Białystok | 1996–1997             | II Liga               | 23        | 4         | 0       | 0      | –             | –             | 23      | 4      |
| Jagiellonia Białystok | 1997–1998             | II Liga               | 16        | 9         | –       | –      | –             | –             | 16      | 9      |
| Wisła Płock           | 1997–98               | Ekstraklasa           | 17        | 1         | –       | –      | –             | –             | 17      | 1      |
| Wisła Płock           | 1998–1999             | I Liga                | 26        | 1         | 2       | 1      | –             | –             | 28      | 2      |
| Wisła Płock           | 1999–2000             | Ekstraklasa           | 28        | 1         | 6       | 0      | –             | –             | 34      | 1      |
| Wisła Płock           | 2000–01               | Ekstraklasa           | 25        | 6         | 5       | 0      | –             | –             | 30      | 6      |
| Wisła Płock           | 2001–2002             | I Liga                | 14        | 3         | 5       | 0      | –             | –             | 19      | 3      |
| Dyskobolia            | 2002–03               | Ekstraklasa           | 14        | 3         | –       | –      | –             | –             | 14      | 3      |
| Dyskobolia            | 2003–04               | Ekstraklasa           | 16        | 4         | 1       | 0      | 4             | 0             | 21      | 4      |
| Dyskobolia            | 2004–05               | Ekstraklasa           | 8         | 0         | 5       | 0      | –             | –             | 13      | 0      |
| Wisła Kraków          | 2004–05               | Ekstraklasa           | 12        | 1         | 5       | 0      | –             | –             | 17      | 1      |
| Wisła Kraków          | 2005–06               | Ekstraklasa           | 27        | 3         | 2       | 0      | 3             | 1             | 32      | 4      |
| Wisła Kraków          | 2006–07               | Ekstraklasa           | 18        | 2         | 3       | 0      | 7             | 0             | 28      | 2      |
| Wisła Kraków          | 2007–08               | Ekstraklasa           | 25        | 2         | 7       | 1      | –             | –             | 32      | 3      |
| Wisła Kraków          | 2008–09               | Ekstraklasa           | 28        | 3         | 5       | 0      | 5             | 0             | 38      | 3      |
| Wisła Kraków          | 2009–10               | Ekstraklasa           | 20        | 1         | 2       | 0      | 2             | 0             | 24      | 1      |
| Wisła Kraków          | 2010–11               | Ekstraklasa           | 26        | 1         | 2       | 0      | 4             | 0             | 32      | 1      |
| Wisła Kraków          | 2011–12               | Ekstraklasa           | 11        | 0         | 0       | 0      | 8             | 0             | 19      | 0      |
| Wisła Kraków          | 2012–13               | Ekstraklasa           | 19        | 1         | 5       | 1      | –             | –             | 24      | 2      |
| Górnik Zabrze         | 2013–14               | Ekstraklasa           | 33        | 7         | 4       | 1      | –             | –             | 37      | 8      |
| Górnik Zabrze         | 2014–15               | Ekstraklasa           | 30        | 0         | 0       | 0      | –             | –             | 30      | 0      |
| Górnik Zabrze         | 2015–16               | Ekstraklasa           | 17        | 3         | 0       | 0      | –             | –             | 17      | 3      |
| Total                 | Jagiellonia Białystok | Jagiellonia Białystok | 98        | 17        | 3       | 0      | –             | –             | 101     | 17     |
| Total                 | Wisła Płock           | Wisła Płock           | 110       | 12        | 18      | 1      | –             | –             | 128     | 13     |
| Total                 | Dyskobolia            | Dyskobolia            | 38        | 7         | 6       | 0      | 4             | 0             | 48      | 7      |
| Total                 | Wisła Kraków          | Wisła Kraków          | 186       | 14        | 31      | 2      | 29            | 1             | 246     | 17     |
| Total                 | Górnik Zabrze         | Górnik Zabrze         | 80        | 10        | 4       | 1      | –             | –             | 84      | 11     |
| Total carieră         | Total carieră         | Total carieră         | 512       | 60        | 62      | 4      | 33            | 1             | 607     | 65     |

## Titluri

### Wisła Płock
- Mi-Liga: 1998-99

### Dyskobolia
- Cupa Poloniei: 2004-05

### Wisła Cracovia
- Ekstraklasa: 2004-05, 2007-08, 2008-09, 2010-11

### Individuale
- Ekstraklasa: Mijlocașul anului în 2005
- Ekstraklasa: Jucătorul lunii martie în 2009

## Legături externe
- Radosław Sobolewski la 90minut.pl pl
- Statistici la pzpn.pl Arhivat în 23 aprilie 2008, la Wayback Machine. (poloneză)
- Profilul de jucător pe FIFA.com Arhivat în 18 aprilie 2012, la Wayback Machine.